# Dibrachys boarmiae
Dibrachys boarmiae är en stekelart som först beskrevs av Walker 1863.  Dibrachys boarmiae ingår i släktet Dibrachys och familjen puppglanssteklar. Arten är reproducerande i Sverige. Inga underarter finns listade i Catalogue of Life.